# فهرست آثار ملی شهرستان باخرز
فهرست آثار ملی شهرستان باخرز شامل ۳۱ اثر ملی در شهرستان باخرز است که تا ۱۳۹۷ به ثبت رسیده‌اند که سهم این شهرستان در سطح استان خراسان رضوی که بالغ بر ۱۴۰۷ اثر تاریخی ثبت شده دارد بسیار ناچیز است.
شهر تاریخی مالین اولین اثر ملی این شهرستان است که در ۵ آذر ۱۳۷۹ خورشیدی در فهرست آثار ملی ایران قرار گرفت. همچنین قلعه بلوچی قدیمی‌ترین بنای تاریخی این شهرستان است.

## آثار ثبت‌شده
| ردیف    | نام اثر               | نگاره          | دیرینگی                        | موقعیت                                                                          | شمارهٔ ثبت | تاریخ ثبت     | منبع   |
| بناها   | بناها                 | بناها          | بناها                          | بناها                                                                           | بناها     | بناها         | بناها  |
| ------- | --------------------- | -------------- | ------------------------------ | ------------------------------------------------------------------------------- | --------- | ------------- | ------ |
| ۱       | مسجد شهر تاریخی مالین | بارگذاری تصویر | سده ۴ قمری                     | شهر باخرز - انتهای خیابان حمیدالدین عبدلله                                      | ۲۹۰۵      | ۵ آذر ۱۳۷۹    | [ ۳ ]  |
| ۲       | مسجد جامع استای       | بارگذاری تصویر | اواخر دوره صفویه - اوایل قاجار | داخل روستای استای ۳۴°۵۰′۱۲″ شمالی ۶۰°۱۸′۱۸″ شرقی / ۳۴٫۸۳۶۶۷°شمالی ۶۰٫۳۰۵۰۰°شرقی | ۱۲۰۸۱     | ۱۲ تیر ۱۳۸۴   | [ ۵ ]  |
| ۳       | قلعه همت‌آباد          | بارگذاری تصویر | دوره قاجار                     | روستای همت‌آباد                                                                  | ۱۳۱۳۷     | ۲۲ مرداد ۱۳۸۴ | [ ۶ ]  |
| ۴       | قلعه اسکندرآباد       | بارگذاری تصویر | اسلامی - دوره قاجار            | روستای قلعه نو                                                                  | ۱۳۱۳۸     | ۲۲ مرداد ۱۳۸۴ | [ ۷ ]  |
| ۵       | آسیاب‌آبی جیزآباد      | بارگذاری تصویر | دوره قاجار                     | روستای جیزآباد                                                                  | ۱۳۱۴۱     | ۲۲ مرداد ۱۳۸۴ | [ ۸ ]  |
| ۶       | قلعه سوخته            | بارگذاری تصویر | دوره قاجار                     | ۱ کیلومتری جنوب روستای گزی                                                      | ۱۳۱۴۴     | ۲۲ مرداد ۱۳۸۴ | [ ۹ ]  |
| ۷       | آب‌انبار باخرز         | بارگذاری تصویر | اواخر دوره قاجار               | شهر باخرز - بلوار امام خمینی                                                    | ۱۳۱۴۶     | ۲۲ مرداد ۱۳۸۴ | [ ۱۰ ] |
| ۸       | قلعه بلوچی            | بارگذاری تصویر | پیش از اسلام                   | روستای تنگل مزار                                                                | ۱۳۱۴۷     | ۲۲ مرداد ۱۳۸۴ | [ ۴ ]  |
| ۹       | قلعه بژنگرد           | بارگذاری تصویر | دوره قاجار                     | ۵۰۰ متری شرق روستای بزنگرد                                                      | ۱۳۳۱۵     | ۲۲ مرداد ۱۳۸۴ | [ ۱۱ ] |
| ۱۰      | مسجد تاریخی چهارطاق   | بارگذاری تصویر | پهلوی اول                      | داخل روستای چهارطاق                                                             | ۱۹۱۱۱     | ۳ خرداد ۱۳۸۶  | [ ۱۲ ] |
| تپه‌ها   |                       |                |                                |                                                                                 |           |               |        |
| ۱۱      | تپه گندم شاد          | بارگذاری تصویر | صدر اسلام - سده ۷ قمری         | دهستان بالاولایت                                                                | ۳۰۹۹      | ۲۵ اسفند ۱۳۷۹ | [ ۲ ]  |
| ۱۲      | تپه مردان‌آباد ۲       | بارگذاری تصویر | تاریخی - سده ۶ قمری            | ۲ کیلومتری جنوب شرقی روستای مردان‌آباد                                           | ۱۵۲۲۶     | ۲۴ اسفند ۱۳۸۴ | [ ۱۳ ] |
| ۱۳      | تپه مردان‌آباد ۱       | بارگذاری تصویر | تاریخی                         | ۱/۶ کیلومتری جنوب شرق روستای مردان‌آباد                                          | ۱۵۲۳۴     | ۲۴ اسفند ۱۳۸۴ | [ ۱۴ ] |
| ۱۴      | تپه رودابه            | بارگذاری تصویر | سده ۴ - ۶ قمری                 | ۱/۵ کیلومتری شمال روستای ده برزو                                                | ۱۷۴۲۷     | ۶ اسفند ۱۳۸۵  | [ ۱۵ ] |
| ۱۵      | تپه ارزنه             | بارگذاری تصویر | سده ۶ - ۱۰ قمری                | ۵۰۰ متری جنوب روستای ارزنه                                                      | ۱۹۱۰۶     | ۳ خرداد ۱۳۸۶  | [ ۱۶ ] |
| ۱۶      | تپه کج اولنگ          | بارگذاری تصویر | سده‌های اولیه اسلامی            | ۱ کیلومتری شمال غربی روستای بایی                                                | ۱۹۱۲۳     | ۳ خرداد ۱۳۸۶  | [ ۱۷ ] |
| ۱۷      | تپه سوختر گزیک        | بارگذاری تصویر | سده ۵ - ۷ قمری                 | دو کیلومتری جنوب روستای گزیک                                                    | ۱۹۱۹۳     | ۳ خرداد ۱۳۸۶  | [ ۱۸ ] |
| ۱۸      | تپه کولاب             | بارگذاری تصویر | تاریخی                         | جانب غربی روستای کولاب                                                          | ۲۰۴۷۸     | ۱۲ دی ۱۳۸۶    | [ ۱۹ ] |
| ۱۹      | تپه سید میر حسین      | بارگذاری تصویر | سده ۷ - ۱۰ قمری                | شهر باخرز - انتهای بلوار امام خمینی                                             | ۲۰۵۶۵     | ۲۶ دی ۱۳۸۶    | [ ۲۰ ] |
| ۲۰      | تپه شیرخان            | بارگذاری تصویر | سده ۶ - ۹ قمری                 | یک کیلومتری شمال روستای جیزآباد                                                 | ۲۰۵۸۰     | ۲۶ دی ۱۳۸۶    | [ ۲۱ ] |
| ۲۱      | تپه پیرنخود           | بارگذاری تصویر | سده ۵ - ۷ قمری                 | دو کیلومتری شرق روستای گندم شاد                                                 | ۲۰۵۸۳     | ۲۶ دی ۱۳۸۶    | [ ۲۲ ] |
| ۲۲      | تپه کاریز گوسفند      | بارگذاری تصویر | اوایل دوره اسلامی              | یک کیلومتری روستای نوبهار کردیان                                                | ۲۰۵۸۴     | ۲۶ دی ۱۳۸۶    | [ ۲۳ ] |
| ۲۳      | تپه گورکی             | بارگذاری تصویر | سده ۵ و ۶ قمری                 | یک کیلومتری جنوب شهرک شهید بهشتی                                                | ۲۰۵۸۶     | ۲۶ دی ۱۳۸۶    | [ ۲۴ ] |
| ۲۴      | تپه چهارطاق           | بارگذاری تصویر | سده ۷ - ۸ قمری                 | ۲۰۰ متری جنوب شرقی روستای چهارطاق                                               | ۲۰۵۸۷     | ۲۶ دی ۱۳۸۶    | [ ۲۵ ] |
| ۲۵      | تپه برج               | بارگذاری تصویر | سده ۶ - ۸ قمری                 | یک کیلومتری شمال روستای جیزآباد                                                 | ۲۰۵۸۸     | ۲۶ دی ۱۳۸۶    | [ ۲۶ ] |
| ۲۶      | تپه ده‌نو              | بارگذاری تصویر | سده‌های اولیه اسلامی            | ۵۰۰ متری شمال شرق روستای ده‌نو                                                   | ۲۰۵۹۰     | ۲۶ دی ۱۳۸۶    | [ ۲۷ ] |
| ۲۷      | تپه دوست محمد         | بارگذاری تصویر | اوایل دوره اسلامی              | ۳ کیلومتری شمال شرق روستای ابنیه                                                | ۲۰۵۹۲     | ۲۶ دی ۱۳۸۶    | [ ۲۸ ] |
| ۲۸      | تپه جیزآباد           | بارگذاری تصویر | سده‌های میانی اسلامی            | ۸۰۰ متری جنوب روستای جیزآباد                                                    | ۲۲۲۹۲     | ۲۷ اسفند ۱۳۸۶ | [ ۲۹ ] |
| ۲۹      | تپه توران             | بارگذاری تصویر | دوره ساسانی                    | ؟                                                                               | ۳۰۲۹۴     | ۲۴ خرداد ۱۳۹۰ | [ ۲ ]  |
| محوطه‌ها |                       |                |                                |                                                                                 |           |               |        |
| ۳۰      | شهر تاریخی مالین      | بارگذاری تصویر | دوره سلجوقی                    | داخل شهر باخرز                                                                  | ۲۶۱۳      | ۲۵ اسفند ۱۳۷۸ | [ ۳۰ ] |
| ۳۱      | محوطه مسیله           | بارگذاری تصویر | سده ۴ - ۸ قمری                 | ۸/۵ کیلومتری جنوب شرق روستای کمرسبز                                             | ۱۱۰۴۱     | ۱۷ مرداد ۱۳۸۳ | [ ۳۱ ] |